# ケイアンドカンパニー
ケイアンドカンパニー（英:K&company　正式名称:株式会社ケイアンドカンパニー）は、千葉市中央区寒川町に本社がある、2009年11月8日に設立された株式会社。
代表取締役は松尾秀一郎。

## 業務内容
- 経営コンサルティング[1]
- 人材教育コンサルティング[1]
- 組織・人事コンサルティング[1]
- コミュニケーション・コンサルティング[1]
- インサイド・コミュニケーション・コンサルティング[1]
- 商品開発コンサルティング[1]
- 宣伝・広報コンサルティング[1]
- 営業組織強化教育コンサルティング[1]

## 所属者
- 芸能タレント
  - 四方堂亘[1]
  - ほんごさとこ[1]
  - 吉峯勇二郎[1]
- クリエイター
  - 長澤雅彦[1]